# Kelston
Kelston – wieś w Anglii, w hrabstwie ceremonialnym Somerset, w dystrykcie (unitary authority) Bath and North East Somerset. Leży 12 km na południowy wschód od miasta Bristol i 161 km na zachód od Londynu. Miejscowość liczy 185 mieszkańców.